# Lisec, Tolmin
Lisec este o localitate din comuna Tolmin, Slovenia.